# Sensations fortes
Sensations fortes est une nouvelle d’Anton Tchekhov, parue en 1886.

## Historique
Sensations fortes est initialement publiée dans la revue russe Le Journal de Pétersbourg. Le texte est signé Antocha Tchékhonté.

## Résumé
Les jurés d’une cour d’assises sont retenus pour la nuit au palais pour les besoins du procès. Impressionnés par le témoignage d’un homme dont les cheveux ont blanchi à la suite d'une sensation forte, chacun des jurés raconte une sensation forte qu’il a vécue.
Le quatrième à s’exprimer est un homme élégant qui raconte ce qui lui est arrivé lorsqu’il avait vingt-deux ans. Amoureux fou de celle qui est aujourd’hui sa femme, il fatiguait tout le monde avec son bonheur. Un soir, en discutant avec son meilleur ami, avocat débutant à l’époque, il affirme à ce dernier que les avocats et les procureurs sont inutiles : un juré normalement constitué peut se faire seul une idée de la culpabilité ou non d’un accusé.
Piqué au vif, son ami veut lui démontrer que la puissance du verbe peut influer sur tous et de parier qu’il peut lui faire rompre ses fiançailles en vingt minutes. S’ensuit un déferlement de parole qui attaque le mariage et bouleverse l’homme. Il écrit une lettre de rupture à sa fiancée et la poste immédiatement.
L’avocat rit et entreprend de décrire la triste vie de célibataire. L’homme est au bord du suicide : qu’a-t-il fait en écrivant cette lettre ! Son ami lui avoue qu’il a mis une mauvaise adresse sur l’enveloppe : sa fiancée ne recevra jamais la lettre.
Le cinquième homme se demande à quoi pense l’assassin qui dort dans une cellule. Les jurés sont fatigués. Ils vont se coucher.

## Édition française
- Sensations fortes, traduit par Madeleine Durand et Édouard Parayre, révision de Lily Dennis, éditions Gallimard, Bibliothèque de la Pléiade, 1967  (ISBN 978 2 07 0105 49 6).